# پیاتدا
پیاتدا (به ایتالیایی: Piateda) یک شهرستان (کومونه) در ایتالیا است که در استان سوندریو در ناحیه لمباردی واقع شده‌است.

## ویژگی‌ها
پیاتدا ۷۰٫۹ کیلومترمربع مساحت و ۲٬۲۹۱ نفر جمعیت دارد.